# Rosalia inexpectata
Rosalia inexpectata är en skalbaggsart som först beskrevs av Conrad Ritsema 1890.  Rosalia inexpectata ingår i släktet Rosalia och familjen långhorningar. Inga underarter finns listade i Catalogue of Life.